# Power Stone Collection
Pour les articles homonymes, voir Power Stone (homonymie).
Power Stone Collection est un jeu vidéo de combat développé et édité par Capcom, sorti en 2006. C'est une compilation de deux anciens titres sortis sur la console Dreamcast : Power Stone et Power Stone 2.